# Dávid Kiss Ferenc
Dávid Kiss Ferenc (Székesfehérvár, 1937. június 27. – Budapest, 2011. február 18.) magyar színművész.

## Életpályája
1951–1954 között Pannonhalmán tanult. 1954–1958 között Rózsahegyi Kálmán Színiiskolájának növendéke volt. Színpadra statisztaként lépett, majd 1958–1962 között elvégezte a Színház- és Filmművészeti Főiskola színész szakát. Osztályfőnöke Várkonyi Zoltán, tanársegéde Vámos László, beszédtanára Sulyok Mária volt. 1962–1964 között a Pécsi Nemzeti Színház tagja volt. 1964–1972 között a Vígszínházban lépett fel. 1972–73-ban a Győri Nemzeti Színházban szerepelt. 1973–1981 között ismét a pécsi színházhoz szerződött. 1981–1984 között a Veszprémi Petőfi Színházban játszott. 1984–1992 között a Népszínház, illetve a Budapesti Kamaraszínház színművésze volt. 1997-ben nyugdíjba vonult. 2000-ben megalapította a szarvasi Weöres Sándor Színházat.
Emlékezetes sikert aratott a Dold-Mihajlik-regény, az Ordasok között (1962) televíziós változatának főszerepében mint von Goldring, a szovjet felderítő. Ugyancsak fontos feladathoz jutott a háromrészes Budapesten harcoltak (1967) című ellenállási történetben.

## Színházi szerepei
- William Shakespeare: Rómeó és Júlia... Mercutio
- Edmond Rostand: Cyrano de Bergerac... Le Bret; Valvert vicomte
- Victor Hugo: Ezer frank jutalom... Glapien
- Shakespeare: Othello... Jago; Brabantio
- Molnár Ferenc: Liliom... Első mennyei detektív
- Pályi András: A tigris... Citer
- Makszim Gorkij: Éjjeli menedékhely... Vaszka Pepel
- Shakespeare: Hamlet... Hamlet
- Dunai Ferenc: Az asszony és pártfogói... Lázár Imre
- Lev Tolsztoj: Karenina Anna... Landau
- Milan Kundera: Zárt ajtók mögött... Tiszt
- Arthur Miller: Közjáték Vichyben... Professzor
- Dosztojevszkij: A Karamazov testvérek... Szmergyakov
- George Bernard Shaw: Az orvos dilemmája... Dr. Schutzmacher
- Radzinszkij: Filmet forgatunk... Jurocska
- Bertolt Brecht: Egy fő az egy fő... Uria Shelley
- Thurzó Gábor: Az ördög ügyvédje... Schulhoffer
- Knott: Éjszakai telefon... Max
- Békeffi István: Egy asszonygyilkos vallomása... Günther Schmidt
- Eduardo De Filippo: A komédia bosszúja... Girolamo Pica
- Rejnuš–Renč: Királygyilkosság... Hamlet
- Eörsi István: Hordók... Tüske
- Bruckner: Angliai Erzsébet... Mountjoy
- Sükösd Mihály: A kívülálló... Farkasinszky hadnagy
- Barta Lajos: Szerelem... Komoróczy
- Gyurkovics Tibor: Az öreg... Stolz
- Galambos Lajos: Fegyverletétel... Perczel Mór ezredes
- Gyurkovics–Szakonyi Károly: A döntés órája
- Felkai Ferenc: Győri sasfiók... Dr. Ban István
- Madách Imre: Az ember tragédiája... Lucifer
- Garai Gábor: A lebegő atlasz... Balogh János
- Gorkij: Kispolgárok... Nil
- Illyés Gyula: Dupla vagy semmi, azaz két életet vagy egyet sem... Menyhért
- Sárospataky István: Zóra... Petár
- Rozov: Kényes helyzet... Anton
- Szűts Bernát: Istenek csatája... Efron
- Hernádi Gyula: Vérkeresztség... János
- Shakespeare: A vihar... Antonio
- Illyés Gyula: Orfeusz a felvilágban... Gáspár
- G. B. Shaw: Androkles és az oroszlán... Spintho
- Albert Camus: Caligula... Chaerea
- Mihail Bulgakov: Menekülés... Roman Valerjanovics Hludov
- Illyés Gyula: Dániel, az övéi között, avagy 'a mi erős várunk..'... Nádi Péter
- Henrik Ibsen: Peer Gynt... Begriffenfeldt tanár dr. phil. ig.; Trumpeterstraale utazó
- Dosztojevszkij: Istvánfalva... Obnoszky
- Hernádi Gyula: Bajcsy-Zsilinszky Endre... Zöldy Márton
- Hegedüs Géza: Lackner Kristóf... II. Ferdinánd császár
- Aiszkhülosz: Perzsák... Xerxész király
- Euripidész: A trójai nők... Talthybiosz
- Trenyov: Gimnazisták... Lagusev
- Déry Tibor: Az óriáscsecsemő... Nikodemos
- Shakespeare: Titus Andronicus... Aaron
- Oscar Wilde: Salome... A cappadociai
- Franz Kafka: A per... Igazgatóhelyettes
- Držić: Dundo Maroje... Dundo Maroje
- Shakespeare: Ahogy tetszik... A száműzött herceg; Amiens
- Camus: Az igazak... Borisz Anyenkov
- Hochwälder: A közvádló... Grebauval
- Agatha Christie: Tíz kicsi néger... Dr. Armstrong
- Sárospataky István: Fekete tűz... Szilas Antal
- Németh László: Harc a jólet ellen... Varga Antal
- Alfred de Musset: Lorenzaccio... Aranyműves
- Caragiale: Zűrzavaros éjszaka... Ipingescu Nae
- Bulgakov: A félnótás Jourdain... Brindavouen
- Madách Imre: A civilizátor... Mitrule
- Tolsztoj: Háború és béke... Karatajev
- Szakonyi Károly: Hongkongi paróka, avagy a divat változásai... Második munkás
- G. B. Shaw: Szent Johanna... Dunois
- Mészöly Miklós: Bunker... Hadnagy
- Sławomir Mrożek: Mészárszék... Altiszt
- Roszeba: Szerelmeink... Leo
- Páskándi Géza: A rejtekhely... Armand
- Horváth Péter: Boleró... Magyari Gábor
- Katona József–Giricz Mátyás: Pártütés... Vartemberg Zdenko
- John Steinbeck: Egerek és emberek... White
- Monnot: Irma, te édes... Ügyész
- Molière: A fösvény... Simon
- Fassbinder: A fehér méreg... Marcus atya
- Sántha József: A legnagyobb... Jacob Brach
- Molière: Tartuffe... Rendőrhadnagy
- Lebović: A világítótorony
  - Az ezredik éjszaka
- Sík Sándor: István király... Öreg regös
- Anton Csehov: Sirály

## Filmjei

### Játékfilmek
- Az ígéret földje (1961) – Urján Feri
- Párbeszéd (1963) – Munkás
- Így jöttem (1964)
- Sikátor (1966)
- A koppányi aga testamentuma (1967) – Szahin
- Alfa Rómeó és Júlia (1968) – Segédrendező
- Az utolsó kör (1968) – Ifj. Venczel
- Egri csillagok 1-2. (1968) – Ferdinánd király tolmácsa
- És egyszer csak megérkezik az ember (1969)
- Pokolrév (1969) – Pille Menyus
- Rita (1970)
- Szemtől szemben (1970) – Tizedes
- Együtt (1971, rövid játékfilm) – Alexa Feri
- A magyar ugaron (1973) – Egy elvtárs
- A törökfejes kopja (1973) – Husszein
- Valaki figyel (1985)
- Napló szerelmeimnek (1987)
- Valahol Magyarországon (1987)
- Kiáltás és kiáltás (1988) – Elmeorvos
- Jó estét, Wallenberg úr! (1990) – Evas pappa
- Napló apámnak, anyámnak (1990)
- Csapd le csacsi! (1991) – Volt munkatárőr IV.
- Mesmer (1994) – A sújtott
- Taxandria (1994) – Taxandriai

### Tévéfilmek, televíziós sorozatok
- Ordasok között (1962)
- Búcsú a kikötőben (1965) – Sebesült férfi
- Mátyás király Debrecenben (1965) – Osváth
- Pirostövű nád (1965)
- Az igazságtevő (1966)
- Aknamező (1966)
- Princ, a katona (1966) – Bernáth István tizedes
- Oly korban éltünk (1966)
- Budapesten harcoltak (1967) – Kő
- Mocorgó (1967) – Az író
- Leszámolás (1967)
- A kormányzó (1968)
- Az aranykesztyű lovagjai (1968) – Benneth, rendőrszázados
- Bors (1968-1971) – Mirkó
- Cseppben a tenger (1968) – András
- Holtág (1968) – Milenko
- Kincskereső kisködmön (1968) – Szűcs
- Az írnokok kálváriája (1969)
- Én, Prenn Ferenc (1969)
- Kedd, szerda, csütörtök (1969)
- Legenda a páncélvonatról (1969)
- Őrjárat az égen 1-4. (1969)
- Ráktérítő (1969) – Komáromi Zoltán
- Volt egyszer egy borbély (1969)
- Kéktiszta szerelem (1970)
- Márton bátyám (1970)
- A fekete város 1-7. (1971 [1972 mozifilmként])
- Áradat (1971) – Bálint
- Francia tanya (1972)
- Két novella (1972)
- A menekülő herceg (1973)
- Az 1001. kilométer (1973)
- Felelet 1-8. (1974)
- II. Richárd (1975) – Sir Stephen Scroop
- Keresztút (1975) – Füredi
- Fogságom naplója (1977)[1] – Kazinczy József
- Havannai kihallgatás (1977)
- Önfelszámolás (1977)
- Dózsa koporsói (1979) – Döme katona
- Mint oldott kéve 1-7. (1982) – Molnár ezredes
- Özvegy és leánya (1983)
- Nagyúri mesterség (1984)
- Örökkön-örökké (1984)
- Micike és az Angyalok (1987)
- Az angol királynő (1988)
- Lumpáciusz Vagabundusz (1988) – Ékszerész
- Alapképlet (1989)
- Égető Eszter (1989)
- Freytág testvérek 1-5. (1989)
- Zenés TV Színház: Lili (1989) – M. Bonpain
- Anyegin (1990)
- Bécsi ezüst (1991)
- Raszputyin (1996) – Szerb földműves
- Szeress most! II. (2004)

### Szinkron
| Év   | Cím                               | Szereplő  | Színész         | Szinkron év |
| ---- | --------------------------------- | --------- | --------------- | ----------- |
| 1945 | Árnyék                            | Karbowski | Adolf Chronicki | 1985        |
| 1962 | A hazug lány (1. magyar szinkron) | N/A       | N/A             | 1965        |
| 1978 | Szergij atya                      | Apát      | Borisz Ivanov   | 1986        |